# Савелли, Федериго
Герцог Федериго (Федерико) Савелли (итал. Federigo Duca di Savelli; также известный, как герцог Фридрих фон Савелли; нем. Friedrich Herzog von Savelli; неизвестно, Рим — 19 декабря 1649, Рим) — австрийский (священно-римский) фельдмаршал (1638).

## Биография
Родился в 1583 году в Риме. Происходил из старинного аристократического рода Савелли, из которого происходило два Папы Римских (Гонорий III и Гонорий IV) и несколько кардиналов. Однако, в 1712 году род Савелли пресёкся и сегодня больше не существует.
Федериго Савелли был сыном аристократа на Папской службе. Сам он всю жизнь попеременно служил то императору то Папе, что отражало хорошие отношения между Римом и Веной в эпоху Тридцатилетней войны и Контрреформации. В правление императора Рудольфа II, Савелли с австрийскими войсками сражался в Венгрии. По возвращении, Папа Павел V сделал его наместником Болоньи, Феррары и Романьи — городов, в то время напрямую входивших в состав Папского государства.
Затем Савелли снова служил к северу от Альп: он отправился в Вену к императору Фердинанду II, который сделал его своим камергером, а затем принял участие в Тридцатилетней войне. Когда король Швеции и защитник прав немецких протестантов Густав II Адольф вторгся в Германию, Савелли был командующим имперскими войсками в Мекленбурге и Западной Померании. Савелли действовал крайне неудачно, сдал шведам город Деммин и отступил. Это вызвало крайнее неудовольствие Тилли, который пожаловался на действия Савелли императору, а сам король Густав Адольф иронично посоветовал Савелли служить своему императору при дворе, а не в армии.
После поражения имперской армии Тилли в битве при Брайтенфельде (1631), Савелли был отправлен из Вены в Рим к папе Урбану VIII в Рим в качестве полномочного посла с просьбой о поддержке со стороны Папы против протестантов. 19 января 1635 года он был произведён в имперские фельдцейхмейстеры (полные генералы).
После восшествия на престол императора Фердинанда III, Савелли вместе с баварским генералом Иоганном фон Вертом, командовал союзной баварской армией в Эльзасе против войск герцога Бернгарда Саксен-Веймарского, который в феврале 1638 года начал осаждать город Райнфельден. Уже 28 февраля баварская армия неожиданно быстро для противника приблизилась к городу, атаковала осаждающие войска и заставила их спешно бежать вверх по Рейну. Однако затем, вместо того, чтобы преследовать бегущие войска Бернгарда, перевезти оставленные ими пушки и таким образом обеспечить себе победу, баварские наемники были распределены на постой к обывателям, а брошенные противником вокруг города пушки остались на месте. Когда три дня спустя рано утром вновь появились изгнанные ранее осадные войска, командование баварской армии пребывало в полном изумлении. Войска Савелли бежали с поля боя; генерал Верт сражался, но потерпел поражение. Таким образом, битва при Райнфельдене, которая уже считалась выигранной, была проиграна и превратилась в крупную победу Бернгарда Саксен-Веймарского, который смог увеличить свою армию на 3000 человек. Оба побежденных командира, Савелли и Верт, попали в плен, причём Верт на поле боя, тогда как Савелли был обнаружен спрятавшимся в кустах.
Верт был отправлен во Францию, тогда как Савелли был заключен в ратушу Кляйнлауфенбурга, но смог совершить оттуда успешный побег через Рейн в Швейцарию  при помощи двух католических священников и неназванной женщины. В отместку за это, оба священника и шведский сержант-караульщик  были казнены (последний — за то, что оставил свой пост) по приказу графа Иоганна Нассау-Иденштейна; судьба женщины не проясняется.
Несмотря на весьма сомнительные успехи, Савелли 28 апреля 1638 года был произведён в фельдмаршалы и отправлен командовать войсками, которые должны были помешать Бернгарду Саксен-Веймарскому осаждать Брайзах. Эта попытка не увенчалась успехом, и он был разбит в сражении при Виттенвейере. По возвращении в Вену Савелли должен был судить военный трибунал, однако за фельдмаршала заступился Римский папа, после чего его освободили от судебного преследования и во второй раз отправили в Рим в качестве посла.
Тем временем, в Италии Папа Урбан VIII во главе собственной армии ввязался в войну с католическими государствами Флоренцией, Венецией, Моденой и Пармой из-за территориальных претензий на герцогство Кастро. Папа назначил Савелли наместником Перуджи, а потом и главнокомандующим войсками Папского государства, которую он успешно защищал против войск противника, особенно флорентийских.
После смерти Папы Урбана VIII, герцог Савелли участвовал в выборах нового Папы (им стал Иннокентий X) в качестве имперского посла.
Когда в 1646 году французы осадили Орбетелло, Савелли внес большой вклад в защиту города, а затем попытался отбить у французов крепость Портолонгоне.
Скончался Савелли в Риме в 1649 году.